# Bernard de La Tour (Kartäuser)
Bernard de La Tour OCart († 1258 in der Grande Chartreuse) war ein französischer Kartäuser.

## Leben
Über die Herkunft von Bernard ist wenig bekannt. Einige Historiker nehmen an, dass er aus der Familie La Tour du Pin stammt. Dagegen vermuten die meisten Historiker, er stammte aus der Familie La Tour de Besançon. Schon in jungen Jahren hatte er eine Neigung zu geistlichen und weltlichen Studien. Er trat in die Kartause von Portes ein, um Gott besser kennenzulernen. Seine Eltern drängten ihn dazu, das Amt des Bischofs von Belley anzustreben. Als ihm das Erzbistum Besançon angeboten wurde, schlug er beide Angebote aus und ging in die Chartreuse du Reposoir.
Später kehrte er nach Portes zurück, um die Nachfolge von Martin de Corgeno als Prior anzutreten.
1230 erwarb Bernard Land für die Chartreuse von Portes aus dem Besitz von Conand von Uldric Cornu, einem Einwohner von Vercieu. Die Mühle La Courrerie, die den ersten Kartäusern von Portes als Unterkunft während des Bau des Klosters diente, reichte nicht aus, um Getreide zu mahlen und Wolle zu verarbeiten. Um die Arbeit der Hirten und der Bediensteten des Klosters zu erleichtern, erwarb er die Valouze-Mühle in Onglaz, gestiftet von Guillette Moschet und ihrem Sohn Jean. Im Jahr 1238 erlaubte ihm Guillaume de La Fontaine, ein Freund des Klosters, der Jahre später Mönch wurde, den Bau einer Scheune in Vergne à Proulieu.
Bernard war bekannt für sein diplomatisches Geschick, mit dem er Streitigkeiten zwischen Herren, Einwohnern und der örtlichen Geistlichkeit mit Besonnenheit und Weisheit schlichtete. Papst Gregor IX. beauftragte Bernard, den Prior von Liget und zwei Zisterzienserpriore mit der Reform des Ordens von Grandmont. Außerdem erließ der Papst am 13. Februar 1232 eine Bulle, die es dem Prior erlaubte, in besonderen Fällen die Absolution zu erteilen und am 12. Februar 1237 eine Bulle, die die Kartause Portes unter den Schutz des Heiligen Stuhls stellte sowie zahlreiche Privilegien gewährte. Auch Papst Innozenz IV. gewährte der Kartause Privilegien, als er vor dem deutschen Kaiser Friedrich II. nach Lyon in Exil ging.
1253 wurde er Prior der Grande Chartreuse und Generalminister des Kartäuserordens. In seiner Amtszeit wurde auf dem Generalkapitel von 1254 der Verzicht auf Fleisch beschlossen.
An ihn wandte sich Ludwig der Heilige, König von Frankreich, mit der Bitte, mehrere Brüder zur Gründung der Kartause von Paris zu entsenden. Am 4. August 1257 schickte Bernard vier Mönche unter der Leitung von Jean Joceran zur Gründung der neuen Kartause. Außerdem gab er die Erlaubnis, 41 Neophyten aufzunehmen.